# Asociación de Antropología Biológica Argentina
La Asociación de Antropología Biológica Argentina, conocida comúnmente como AABA, es una asociación civil sin fines de lucro constituida por profesionales de la antropología biológica de Argentina, Uruguay, Chile, Brasil, España, Reino Unido y Estados Unidos. Sus objetivos comprenden el fomento de la investigación antropobiológica con carácter regional, la promoción de la enseñanza de la disciplina en contextos educativos universitario, y la coordinación de las acciones de investigadores e instituciones dedicados al estudio de una amplia diversidad de problemáticas humanas. Entre las problemáticas humanas abordadas, se puede mencionar: crecimiento y desarrollo humano; estado nutricional de poblaciones humanas urbanas y rurales; biodemografía humana; evolución y adaptación humana; genética de poblaciones humanas; biología de poblaciones humanas actuales y extinguidas; poblamiento americano; antropología forense; ética en Antropología, y otras.

## Historia
A fines de la década de 1980 docentes e investigadores de diferentes cátedras vinculadas a la Antropología Biológica de las Universidades Nacionales argentinas de La Plata, Buenos Aires, Río Cuarto y Patagonia, comenzaron a reunirse con la preocupación de unificar criterios de enseñanza. En esos intercambios se discutía sobre las diferentes líneas de investigación y las tareas desarrolladas por cada grupo participante. Entre ellos se encontraban antropólogos biólogos de la talla de Héctor Mario Pucciarelli y Francisco Raúl Carnese quienes, en conjunto con otros colegas fundaron en 1991 la Asociación de Antropología Biológica Argentina (AABA). De esas reuniones intercátedras surgió la necesidad de formalizar las reuniones de manera periódica. Ello se materializó en la ciudad de La Plata, en septiembre de 1993, cuando se celebraron las Primeras Jornadas Nacionales de Antropología Biológica.
Durante la Asamblea de esa primera reunión científica de la Asociación se acordó la necesidad de creación de una publicación que documentara las producciones presentadas en las Jornadas. Así se crea la Revista Argentina de Antropología Biológica.

## Reuniones Científicas
A partir del primer encuentro de 1993 las Jornadas Nacionales de Antropología biológica se realizaron cada dos años de manera ininterrumpida.
| Año  | Ciudad                | Coordinación                 |
| ---- | --------------------- | ---------------------------- |
| 1993 | La Plata              |                              |
| 1996 | Buenos Aires          |                              |
| 1997 | Rosario               |                              |
| 1999 | San Salvador de Jujuy |                              |
| 2001 | Puerto Madryn         |                              |
| 2003 | Catamarca             |                              |
| 2005 | Córdoba               | Dra. Sonia Colantonio        |
| 2007 | Salta                 | Dra. Noemí Acreche           |
| 2009 | Puerto Madryn         | Dr. Rolando González-José    |
| 2011 | La Plata              | Dra. María Florencia Cesani  |
| 2013 | Buenos Aires          | Dr. Sergio Avena             |
| 2015 | Corrientes            | Dr. Martin Kowalewski        |
| 2017 | Necochea              | Dr. Ricardo Aníbal Guichón   |
| 2019 | San Salvador de Jujuy | Dra. Emma Laura Alfaro Gómez |
| 2021 | La Plata              | Dra. Rocío García Mancuso    |
| 2023 | Córdoba               | Dra. Mariana Fabra           |

## Labor editorial
Desde el año 1996, publica la Revista Argentina de Antropología Biológica, dirigida por Héctor Mario Pucciarelli hasta el año 2013.
A partir del 2011, la Revista se encuentra de forma digital en el Portal de Revistas de la UNLP y en el Repositorio SEDICI. Desde el año 2015 suspende su publicación en formato impreso, conservando solo el formato on-line.